# Virgílio de Rezende
Virgílio de Melo Rezende (Itaporanga, SE - São Paulo, 1931). Foi um médico e educador brasilleiro, paulista e Itapetiningano.

Iniciou seu carreira como professor de alemão na Escola Normal de São Paulo. Com a reforma educacional foi suprimida a cadeira, e escolheu a Escola Normal de Itapetininga para os seus trabalhos.
Chegou em Itapetininga por volta de 1896 onde logo conseguiu a atenção e o respeito de todos. Logo em seguida passou a trabalhar na Beneficência local, a Irmandade da Santa Casa de Misericórdia .
Segundo o relato de sua cunhada Abigail de Melo Franco, era notória sua atenção com todos os setores do hospital, desde a cozinha até as enfermarias. ministrando de forma gratuita e diariamente, aulas de enfermagem a um grande número de alunas, entre elas professoras e senhoras da sociedade local.
Casou-se em 1º de setembro de 1909 com a professora da Escola Normal de Itapetininga, dona Hermínia de Melo Franco, que passou a se chamar Hermínia de Melo Franco Rezende.
Ambos tiveram como único filho João de Mello Rezende, que veio a falecer antes do pai, no mesmo ano da morte deste.Segundo registros Hermínia de Melo Franco Rezende, adotou uma menina que passou a se chamar Francisca Melo Franco, que foi sua filha adotiva e herdeira dos melo franco, faleceu em 27 de setembro de 2006, deixando seis filhos.
Segundo conta seus filhos D.Francisca faleceu no esquecimento e numa situação de quase miseria,sem ninguem saber que era filha de D. Herminia de Melo Franco, comparado aos anos de ouro de seus pais,aprendeu com dona Minoca como era chamada sua mãe a bondade do Dr. Virgilio que na sua bondade fez tanto bem ao povo,sem se importar em passar necessidades faleceu como uma verdadeira Melo Franco,fazendo o bem sem ver a quem.  
Segundo conta sua sobrinha Hermínia de Melo Franco, durante mais trinta anos exerceu sua atividade médica no seu consultório à rua Campos Sales n.º 72, recebendo tanto os pacientes que podiam quanto os que não podiam pagar a consulta. 
No seu obituário, assim se expressou o jornal Tribuna Popular de 11 de Outubro: “ Abalizado médico, escrupuloso, humanitário, fazia da profissão verdadeiro sacerdócio. Todas as manhãs saia em visa aos doentes pobres, dos quais tratava com solicitude e carinho, sem receber outra paga que não fosse a gratidão daqueles que tanto beneficiou.”
Em 10 de novembro de 1931 o prefeito Antonio Fogaça de Almeida firmou decreto dando à rua Campos Sales, a partir da Rua Barbosa Franco, o nome de Virgílo de Rezende, em homenagem póstuma,onde D.Francisca morou por vinte anos no numero 960.
Ao contrario do que esta escrito D. Francisca (minha avó), não morou por vinte anos no numeto 960, e sim durante +/- 17 anos, pois antes disso ela morou na Rua. Campos Salles.